# Avenida Pepe Sierra
La Avenida Pepe Sierra o Calle 116 es una avenida arteria de Bogotá que fue hecha en honor a José María Sierra que recorre el norte de la ciudad de oriente a occidente, desde el Hacienda Santa Bárbara, pasando la autopista Norte hasta el humedal de Córdoba, que abastece el río Molinos.

## Trazado
Inicia en la Carrera Séptima a la altura del centro comercial Hacienda Santa Bárbara, en la localidad de Usaquén. En su extremo este, el trazado de la Pepe Sierra comienza cerca de los cerros Orientales. La vía se dirige hacia el occidente. Pasa por la carrera Novena a la altura de la clínica Fundación Santa Fe, posteriormente cruza la autopista Norte y a la altura de la avenida Suba se encuentra la clínica Shaio y el Colegio Agustiniano Norte. Termina en la avenida Boyacá en el barrio Pontevedra.

## Estaciones de TransMilenio
- Pepe Sierra (Usaquén y Suba).
- Suba - Calle 116 (Suba).